# Tripsacum laxum
Tripsacum laxum es una gramínea perenne que crece en macollos, puede llegar a medir 25 dm de altura, sus tallos son gruesos y posee abundantes hojas anchas y alargadas de color verde oscuro. Sus flores son inflorescencias monoicas, axilares y terminales.
Los cortes deben realizarse cuando el pasto está tierno, cuando tiene 1,5 m de altura aproximadamente. Los cortes se realizan cada 6 - 8 semanas.

## Nombre común
Pasto guatemala, pasto prodigio y zacate guatemala.

## Hábito de crecimiento
Forma grandes macollas extendidas y abiertas, posee rizomas cortos y gruesos.
Tallo: tallos glabros, miden 2,5 - 3,0 m de altura y 1,5 - 2,5 de diámetro.
Hojas: las hojas son abundantes, falsopecioladas, glabras o con muy pocas vellosidades, de color verde oscuro.
Flores: espiga racimosa, digitada con 2 - 3 racimos, cada racimo mide 20 cm aproximadamente.

## Adaptación
Temperatura: 18 - 30 °C
Altitud: (m s. n. m.): 0 - 1800
Precipitación: 800 - 4000 mm/año

### Textura
Arenoso- francos a franco-arcillosos

### pH
> 4,5

### Fertilidad
Media - Alta

### Drenaje
Buen drenaje.

## Ventajas
Es tolerante a la sequía; planta heliófita; elevada producción de follaje. Bastante rústica, y tolera acidez y aluminio.

## Desventajas
- Exigente en temperaturas altas.
- El establecimiento del pasto guatemala es lento, comparado con otros pastos de corte como: imperial y elefante.
- No produce semilla.
- No tolera inundaciones.

## Usos
- Corte y acarreo.
- Asociación.
- Silvopastoreo.
- Ensilaje-Heno-Henolaje.
- Abono verde.
- Datos: Q7843780
- Especies: Tripsacum laxum